# Psychologischer Roman
Psychologischer Roman (auch „psychologischer Realismus“) ist ein Erzählgenre in der Literatur, das die innere Charakterisierung und Motivation zur Erforschung des spirituellen, emotionalen und mentalen Lebens seiner Charaktere betont. Die Erzählweise untersucht die Gründe für das Verhalten der Figur, die die Handlung vorantreiben und die Geschichte erklären. Psychologischer Realismus wird durch tiefgreifende Erkundungen und Erklärungen der mentalen Zustände der inneren Person der Figur erreicht, normalerweise durch Erzählmodi wie Bewusstseinsströme und Rückblenden.

## Frühe Beispiele
Der psychologische Roman hat eine reiche Vergangenheit in den Werken von Madame de Lafayette, dem Abbé Prévost, Samuel Richardson, Jean-Jacques Rousseau und vielen anderen aus dem 17. und 18. Jahrhundert, wird aber von Ideologen immer wieder entfremdet und von ihren Gegnern neu erfunden. Die Feinheiten der Psychologie widersetzen sich den meisten Ideologien.
Die Geschichte von Prinzen Genji von Murasaki, geschrieben im Japan des 11. Jahrhunderts, wurde von Jorge Luis Borges als psychologischer Roman angesehen. Die französischen Theoretiker Gilles Deleuze und Félix Guattari bewerteten in „A Thousand Plateaus “ Lancelot und Perceval, die Gralsgeschichte von Chrétien de Troyes aus dem 12. Jahrhundert als frühe Beispiele für einen psychologischen Roman.
Stendhals Rot und Schwarz und Madame de La Fayettes Die Prinzessin von Clèves gelten als die ersten Vorläufer des psychologischen Romans. Der moderne psychologische Roman entstand laut The Encyclopedia of the Novel  hauptsächlich in den Werken des Nobelpreisträgers Knut Hamsun – insbesondere Hunger (1890), Mysterien (1892), Pan (1894) und Victoria (1898).

## Bemerkenswerte Beispiele
Als einer der bedeutendsten Autoren dieses Genres gilt Fjodor Dostojewski. In seinen Romanen geht es um Ideen und Charaktere, die diese Ideen verkörpern, wie sie sich unter realen Umständen auswirken und welchen Wert sie haben, insbesondere in den Romanen Die Brüder Karamasow und Schuld und Sühne.
In der Literatur der Vereinigten Staaten gelten Henry James, Patrick McGrath, Arthur Miller und Edith Wharton als „wichtige Mitwirkende an der Praxis des psychologischen Realismus“.
Eine neue Dimension der Psyche erschließt War anders und anders. Auf den Spuren von Träumen von Martin Ganter, dessen Kern durch novellistisch gestaltete, autobiographisch fundierte Träume geprägt wird.